# Служилые чуваши
Служи́лые чува́ши — военнослужилое сословие предков чувашей в Болгарской земле Золотой Орды, чувашей в Казанском ханстве и Российском государстве во 2-й половине XVI — начале XVIII веков.

## История
В Казанском ханстве служилые чуваши, как и служилые татары, назывались казаками (чув. касах). В ханстве военную службу несли также ясачные чуваши, марийцы и южные удмурты. Во время войн от трёх ясаков призывали в ханскую армию одного воина. В походах подразделения служилых и ясачных чувашей возглавляли сотные князья (сотники) и тарханы. Служилые чуваши освобождались от налогов, податей и других повинностей.
После вхождения Чувашии в состав Русского государства в 1551 году, служилые и ясачные чуваши служили в полках дворянского ополчения. Чувашей в русскую армию во время войн так же призывали с трёх ясаков (6 фактических дворов) по одному воину. В русско-турецких и других войнах XVII века чувашские и марийские отряды пускались в бой первыми, впереди дворянских отрядов. Служилые чуваши, кроме участия во всех войнах России, несли службу на пограничных сторожах и на засечных чертах. В документах служилые чуваши часто именовались служилыми татарами. Служилые чуваши, принявшие православие, назывались «служилыми новокрещенами».
В 1-й половине XVII века многие служилые чуваши были переведены на засечные черты Алатырь—Тетюши и Карлинскую, во 2-й половине XVII века — на Симбирскую и Карсунскую.
Во 2-й половине XVII века часть служилых чувашей была включена в драгунские, рейтарские и солдатские полки иноземного строя.
В 1723 служилые чуваши были переведены в разряд государственных крестьян и приписаны к выполнению лашманской повинности. Их стали призывать в рекруты.

## Расселение
В 1625 году служилые чуваши в количестве 222 человека (не считая членов их семей) числились в уездах:
- Козьмодемьянском — 11,
- Кокшайском — 6,
- Курмышском − 30,
- Свияжском — 50,
- Цивильском — 67,
- Чебоксарском — 35,
- Ядринском — 23.

Поместья чебоксарских служилых чувашей-новокрещенов были расположены рядом с городом. Поместья и дворы служилых чувашей других уездов находились в местных чувашских селениях. Например, в Писцовых книгах Свияжского уезда 1646—1652 годов они перечислены в такой форме: 

…в д. Альменеве на р. Ара за Тюметхом Баишевым: двор помещика, пашни 30 десятин, сенокоса 27 десятин (всего 3 поместья).
В Свияжском уезде служилые чуваши имели поместья и дворы в деревнях: Аликеева, Байбахтина тож, Кармалы, Атикова Белая Волошка, Большая Янтикова, Малая Янтикова, Можарова, Чютеева, Верхний Урум, Карамышева, Шеменеева, Ондреева, Яушева, Шутнерева, Чирши, Андреевская Шибылгиз тож, Пинерева, Абызова, Полевая Була, Утемышева, Полевая Бикшихова, Чипчикова, Малые Полевые Ялчики Байгулова тож, Юмралы, Новая Болтаева, Ходарова, Исенева, Тярбердина, Новая Бахтеярова, Большие Кушманы, Елеева, Бурундуки, Малые Бурундуки, на речках Малый Аниш, Малая Кундурла, Большая Кундурла, Ерыкла, Лаша, на реках Кубня и Була, всего было 122 поместья с помещичьими дворами.
В 1-й группе поместной земли в среднем было 29,4 десятин, во 2-й — 43,85; 3-й — 84,02; 4-й — 108,25; 5-й — 159,17; 6-й — 225,00 десятин. К 1-й группе отнесено 46 дворов, 2-й — 47, 3-й — 12, 4-й — 2, 5-й — 3, 6-й — 2.
К 1723 году в южной части Свияжского уезда и в Симбирском уезде насчитывалось 4600 служилых чувашей мужского пола, они населяли деревни:
- Сирикли Бикшык Свияжского уезда,
- Юндаба Казанского уезда (сейчас часть д.Туруново и Верхняя Яндоба),
- Убеева, Старый Ильмовый Куст, Дуванова Дрозжаной Куст тож, Альшихова, Богданова и Старая Чекурская Симбирского уезда.

Служилые чуваши и служилые татары совместно жили в деревнях Шаймурзина, Верхняя Чекурская, Новая Чекурская, Тингешева (Тенякашева), Тюки Симбирского уезда.

## Комментарии
1. ↑  В.Д. Димитриев, С.А. Краснов, в частности, пишут: «Болгарские воины <Золотой Орды> использовались в подавлении сопротивления ордынскому гнёту».